# 皇家委員會
皇家委員會（Royal commission）或調查委員會（Commission of inquiry）是一種臨時法定組織，通常只能由該國元首召開和委任，但委員會獨立於政府本身，有極高公信力。職能分為兩大類：一，調查爭議事件的事實真相，諸如兒童性誘拐或重大災難等；二，對爭議的政策給予建議。皇家委員會比法庭有更多權力，一般由法官任主席。發源於英國，至今仍存在於澳大利亞、加拿大、新西蘭、馬來西亞、愛爾蘭、南非、香港。比起公開研訊（public inquiry），皇家委員會並不強調公眾的參與。
該委員會是由國家元首（主權國家或其總督或總督的形式的代表）根據政府的建議設立的，並由專利特許證正式任命。實際上，與較小的詢問形式不同，一旦委員會成立，政府就無法制止它。因此，政府通常在製定職權範圍時非常謹慎，並通常在其中規定委員會必須完成的日期。
要求皇家委員會調查非常重要且通常存在爭議的事項。這些可能是諸如政府結構，少數群體的待遇，引起公眾廣泛關注的事件或經濟問題之類的問題。許多皇室委員會任職多年，而且往往由不同的政府來對調查結果做出回應。

## 著名調查委員會
- Murray-Darling Basin Royal Commission (2018–2019) 调查墨累—大令盆地系统的可运行性和有效性[2]

## 愛爾蘭
最近一次的調查委員會是2021年1月出爐的天主教母嬰之家醜聞案。這件事的起點是2014年時，一位史學家在戈爾韋郡的蒂厄姆其中一個母嬰之家遺址發現了一個有796名嬰兒屍體的亂葬崗才揭發。

## 澳洲
皇家調查委員會是澳大利亞針對公共問題展開獨立調查的最重要機構。2018年2月, 澳洲最高公共調查機構正在審查該國銀行和金融機構的不當行為。皇家委員會調查將延伸到整個金融行業，包括養老金或養老金繳款、保險和財富管理部門。

## 其他同名組識
- 中國人大的調查委員會
- 美國的總統委員會